# Chambre de commerce et d'industrie France international
 (juin 2016).
CCI France international est une association loi de 1901 à but non lucratif, créée en 1907 sous le nom d'« Union des chambres de commerce et d’industrie françaises à l’étranger » (UCCIFE), et reconnue d'utilité publique depuis 1939. Elle rassemble, représente, coordonne et développe le réseau des chambres de commerce et d'industrie (CCI) françaises à l’international. Elle regroupe 126 CCI françaises à l'international (CCIFI) qui constituent un important réseau privé d’entreprises françaises et étrangère à travers le monde, représenté dans 95 pays et réunissant près de 35 700 entreprises.

## Historique
Fondée en 1907, CCI France International, garante de l’appellation « chambres de commerce et d’industrie françaises à l’international » assure pour l’ensemble des CCI FI un rôle de :
- Représentant et porte parole officiel en France auprès des pouvoirs publics, des compagnies consulaires et des entreprises ;
- Promoteur des CCI FI : pour faire connaître leurs services dans les milieux d’affaires en France et développer des partenariats ;
- Animateur du réseau : pour informer les CC IFI, favoriser la coopération et les transferts de savoir-faire entre elles ;
- Coordonnateur de la politique et de l’activité des CCI FI : en orientant leurs développements et en proposant l’attribution des aides.

En 2014 à l'image de la Chambre de commerce et d'industrie de France, l’union des chambres de commerce et d’industrie françaises à l’étranger (UCCIFE) devient CCI France international

### Identité visuelle (logo)

Logo de l'UCCIFE jusqu’en 2014
Logo de CCI France international à partir d'avril 2014

## Structure
(juillet 2014).
Les CCI Françaises à l'étranger sont implantées dans 34 pays en Europe, 12 pays en Afrique, 9 pays au Moyen-Orient, 19 pays en Amérique du Nord, Centrale et du Sud, et 21 pays en Asie-Océanie.
Elles sont gérées par plus de 1200 collaborateurs permanents, biculturels pour la plupart.
Ce réseau, unique en son genre et qui génère pratiquement la totalité de ses ressources, joue un rôle essentiel dans l’animation des communautés d’affaires françaises à l’étranger et dans l’appui aux entreprises qui veulent se développer à l’international.
Les CCI françaises à l'international proposent divers services d'accompagnement à l'export adaptée à chaque étape du développement de l'entreprise à l'international.

## Direction
Présidée par Arnaud Vaissié (fondateur d'International SOS) de 2013 à 2020 et depuis 2023, après Renaud Bentegeat de 2020 à 2023 et Pierre-Antoine Gailly de 2007 à 2013, CCI France international est administrée par un comité directeur de 21 membres composé de 14 présidents de CCI Françaises à l'International et de 6 présidents des CCI de France (Chambre de commerce et d'industrie de France/CCIP/4 CCI).
Le délégué général est Charles Maridor depuis octobre 2018. Il succède à Dominique Brunin, ancien directeur général de la Chambre française de commerce et d'industrie au Maroc.

## Annexe